# Henrik Vilhelm Brinkopff
Henrik Vilhelm Brinkopff, né le 30 juin 1823 à Copenhague et mort le 15 mai 1900, est un architecte danois.

## Biographie
Henrik Vilhelm Brinkopff naît le 30 juin 1823 à Copenhague. Il est le fils du luthier et facteur d'orgues Heinrich Brinkopff et de Marie (née Høygaard). En 1839, il entre dans une école de sculpture et, après avoir enseigné à l'Académie des Beaux-Arts, il s'établit en 1847 comme charpentier et doreur à Copenhague.
Il est copropriétaire de l'entreprise de découpe d'images Brinkopff & Sehnen de 1869 à 1972.
À partir de 1872, il travaille comme décorateur et architecte. Il conçoit notamment la salle d'assemblée du Landsting (1884), le Cirkusbygningen (da) (1886) et le Concert du Boulevard à Vesterbrogade (1875, démoli en 1883), tous situés à Copenhague, au Danemark.
Il a participé à l'Exposition nordique de Copenhague (1872), au département danois de l'Exposition universelle de Vienne (1873), à l'exposition du Jutland à Aarhus (1876), au département danois de l'exposition de Malmö (1881) et au département industriel danois de l'Exposition nordique de Copenhague (1888).

## Galerie

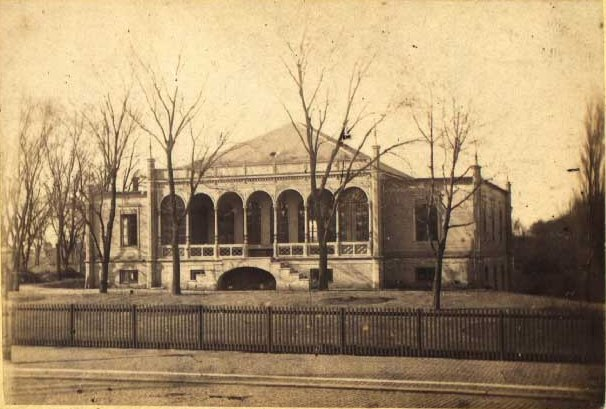
Concert du Boulevard, Vesterbrogade (1875, dem. 1883)
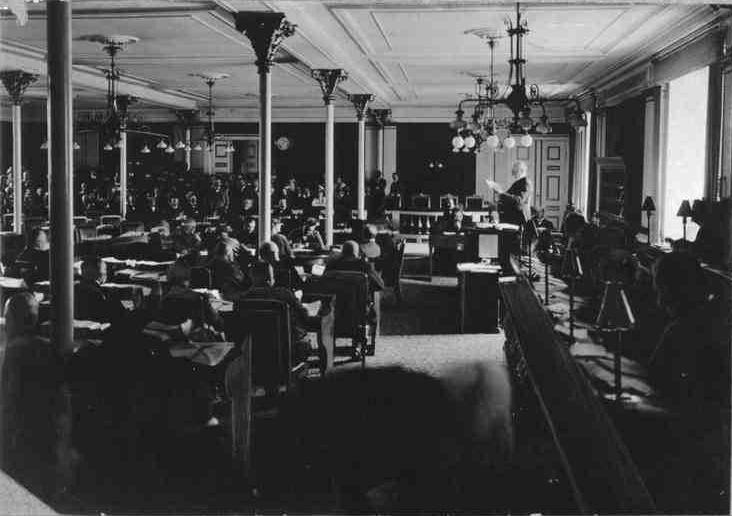
Assembly Hall of Landstinget (1884)
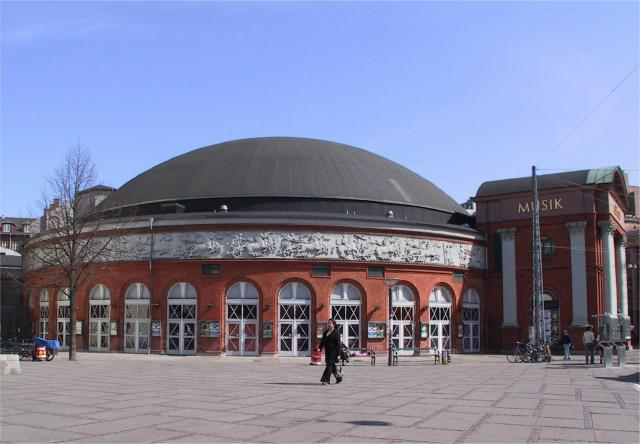
Cirkusbygningen (da) (1885-1886, reconstruit en 1914.)